# 尼古拉·亚历山德罗维奇·潘科夫
尼古拉·亚历山德罗维奇·潘科夫（羅馬化：Nikolay Aleksandrovich Pankov；1954年12月2日—）是俄罗斯军事领导人，自2005年9月13日至2024年6月17日担任俄罗斯联邦国务秘书兼国防部副部长。他是预备役军将军。2011年，他被晋升为俄罗斯联邦一级高级国家官员。他拥有法学副博士学位。
2022年，他因支持俄罗斯入侵乌克兰而受到多方制裁，包括欧盟、英国、加拿大等国。